# Dimitrie D. Stancu
Dimitrie D. Stancu (n. 11 februarie 1927, Călacea, Orțișoara, Timiș, România – d. 17 aprilie 2014, Cluj-Napoca, România) a fost un matematician român, recunoscut pe plan internațional, cu rezultate remarcabile în domeniul analizei numerice și teoriei aproximării, membru de onoare al Academiei Române.
A fost cadru didactic al Universității Babeș-Bolyai (Facultatea de Matematică și Informatică), numit preparator în anul 1951 (încă înainte de absolvire), până la pensionare (în 1997); a activat și în continuare, ca profesor consultant.
A fost cercetător științific (cu cumul) la Institutul de Calcul “Tiberiu Popoviciu” (Academia Română) între anii 1951-1961, rămânând apoi un fidel colaborator al acestui Institut.
Este un exponent de seamă al Școlii Clujene de Analiză Numerică și Teoria Aproximării, școală fondată de către eminentul matematician Tiberiu Popoviciu la Institutul de Calcul, în 1951. In jurul nucleului de la acest Institut s-au grupat și format matematicieni în domeniu și la celelalte instituții din Cluj-Napoca: Universitatea Babeș-Bolyai, Universitatea Tehnică, Universitatea de Medicină și Farmacie “Iuliu Hațieganu”, Universitatea de Științe Agricole și Medicină Veterinară.
Pentru rezultatele remarcabile obținute atât ca cercetător, cât și ca dascăl, a fost distins cu titlul de Doctor Honoris Causa al Universității „Lucian Blaga” din Sibiu și al Universității de Nord din Baia Mare (în prezent Centrul Universitar Nord al Universității Tehnice Cluj).
A fǎcut parte din comitetul de redacție al revistei italiene Calcolo, publicată de cunoscuta editură Springer-Verlag. Mulți ani a fost redactor șef al Revue d’Analyse Numérique et de Théorie de l’Approximation , revistă care este editată la Institutul de Calcul „Tiberiu Popoviciu”  sub egida Academiei Române.

## Viața și activitatea
Profesorul Dimitrie D. Stancu s-a născut în comuna Călacea, județul Timiș, și a rămas orfan de mic copil. Tatăl său, muncitor necalificat la Fabrica de zahăr din Arad, a decedat de timpuriu și mama sa nu a avut posibilitatea să-l întrețină, angajându-l ca păstor la un cioban dintr-o comună apropiată. Fratele său mai mare, care lucra în Arad, l-a luat și l-a dus la Orfelinatul „Regina Maria” din Arad.
Aici a început cursurile școlii primare, avându-l ca învățător chiar pe directorul orfelinatului, preotul Matei Domocoș. S-a mutat apoi la Sânnicolaul Mic, unde a finalizat cursurile primare, absolvind clasele a treia și a patra.
S-a înscris apoi la Gimnaziul Teoretic din Aradul Nou. Fiind un elev strălucit, a fost remarcat de profesoara de matematică Hortensia Roșcău, care l-a ajutat ca în vara în care a urmat primilor trei ani de gimnaziu să absolve și clasa a patra, pentru ca în toamnă să se înscrie la liceu.
A urmat cursurile Liceului „Moise Nicoară” din Arad, unde profesorul de matematică și directorul liceului, Ascaniu Crișan, l-a remarcat și l-a încurajat, astfel încât matematica a devenit materia preferată pentru elevul D.D. Stancu. In paranteză menționăm faptul că profesorul Ascaniu Crișan, care era vestit în Arad, a fost și profesorul viitorilor academicieni Tiberiu Popoviciu și Caius Iacob.
În anul 1947, D.D. Stancu a fost admis, în mod strălucit, ca student la Facultatea de Matematică și Fizică a Universității „Victor Babeș” din Cluj.
Cadrele didactice de la facultate l-au remarcat imediat și, ca urmare a rezultatelor strălucite, în anul III a fost numit preparator. A îndeplinit această funcție până la absolvire, când a fost repartizat ca asistent la Catedra de analiză matematică, condusă de acad. Tiberiu Popoviciu. S-a înscris imediat la doctorat, sub conducerea reputatului academician, și a obținut titlul de doctor în anul 1956. Din comisia de doctorat, înafara conducătorului științific, au mai făcut parte profesorii Miron Nicolescu, Adolf Haimovici și Dumitru V. Ionescu.
A parcurs pe rând gradele profesionale universitare, iar în anul 1968 a devenit profesor universitar titular.
În decursul activității didactice a condus seminarii și a predat cursuri de aritmetică și teoria numerelor, analiză numerică și teoria aproximării, probabilități și statistică, analiză matematică, informatică, etc.
De asemenea, începând cu anul 1968 a condus numeroși doctoranzi din țară și străinătate, unii dintre aceștia fiind azi recunoscuți prin rezultatele remarcabile obținute în domeniul analizei numerice și teoriei aproximării, în care au fost inițiați de către profesorul D.D. Stancu.
În anul universitar 1961-1962 a beneficiat din partea Ministerului Învățământului de un stagiu de specializare în Statele Unite ale Americii, la Wisconsin University. Aici a avut parte de condiții remarcabile de cercetare și a elaborat o serie de lucrări pe care le-a comunicat în cadrul unor manifestări științifice organizate deAmerican Mathematical Society, în New York, Milwaukee și Chicago.
După ce s-a întors în țară, la sfârșitul anului 1962, a fost numit prodecan al Facultății de Matematică a Universității „Babeș-Bolyai” și șef al Catedrei de calcul numeric și statistic.
În decursul anilor a fost invitat să țină conferințe la universități din SUA, Italia, Germania, Polonia, Anglia, Ungaria și Cehia. În anul 2000 a fost invitat și a participat cu o expunere la conferința internațională „Trends in Approximation Theory”, Nashville, SUA. Cu acest prilej a mai fost solicitat să țină conferințe și la universitățile: University of South Carolina, Ohio State University, Vanderbilt University și Pace University.
Contribuțiile profesorului D.D. Stancu în domeniul analizei numerice și teoriei aproximării s-au materializat în publicarea a peste 130 de articole, în reviste de prestigiu din țară și străinătate. Rezultatele remarcabile obținute de către profesorul D.D. Stancu sunt reflectate în literatura matematică și prin faptul că peste 70 de articole ale unor matematicieni din întreaga lume conțin chiar în titlu numele profesorului; așadar operatorii Stancu de aproximare sunt consacrați în literatura de specialitate. De asemenea, a publicat și a coordonat mai multe volume de analiză numerică și teoria aproximării.
În anul 1997 a fost pensionat, dar a continuat să conducă programe de doctorat în calitate de profesor emerit consultant.
Pe parcursul întregii sale activități a fost și a rămas un colaborator fidel al Institutului de Calcul „Tiberiu Popoviciu”, și aceasta nu numai prin faptul că este redactorul șef al revistei Revue d’Analyse Numérique et de Théorie de l’Approximation, ci și prin contribuția domniei sale la formarea tinerilor cercetători, pe care i-a îndrumat în pregătirea tezelor de doctorat în calitate de coordonator științific.

### Domeniile de cercetare
Domeniile de cercetare predilecte ale profesorului D.D. Stancu sunt legate de teoria interpolării, derivarea și integrarea numerică, polinoame ortogonale, funcții spline, aproximarea funcțiilor cu ajutorul operatorilor liniari și pozitivi construiți prin metode probabiliste și combinatorice, etc.
Contribuțiile de seamă în domeniile analizei numerice și teoriei aproximării ale profesorului D.D. Stancu au determinat Academia Română să-l aleagă în anul 1999 membru de onoare.

### Lista lucrărilor științifice
Pentru lista lucrărilor științifice vezi articolul Ion Păvăloiu, Emil Cătinaș, In memoriam professor Dimitire D. Stancu, honorary member of the Romanian Academy, Rev. Anal. Numér. Théor. Approx., Vol 43, No 2 (2014) .

### Familia
Soția  profesorului Dimitrie D. Stancu, precum și ambele sale fiice au activat, respectiv activează, tot în domeniul matematicii, ca profesoare.